# Antisistema

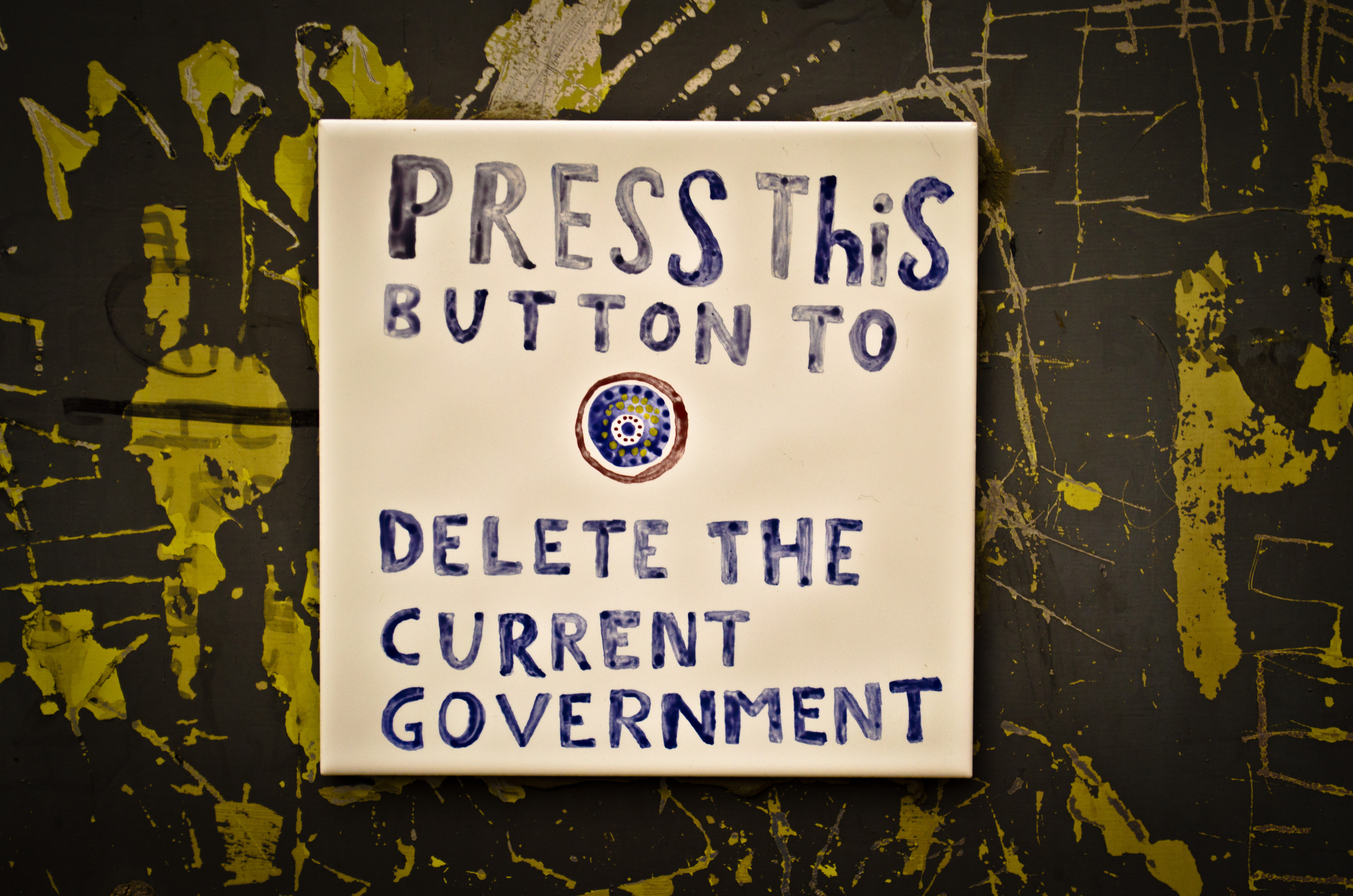
Presionar este botón para borrar el actual gobierno. Imagen tomada en Lincoln's Inn Fields, Londres, en el año 2012.

Antisistema (o movimiento antisistema, o grupo antisistema, o contrapoder) se refiere a aquella persona o grupo de personas con una ideología disconforme con el orden político o social establecido, que mediante reivindicaciones o acciones tratan de cambiar el statu quo.

## Características
No existe un movimiento antisistema único, ya que la base ideológica de los movimientos antisistema es compleja, amplia y heterogénea, incluyendo  corrientes como la antiglobalización, el anticapitalismo y el anticomunismo, en general el inconformismo militante de movimientos cívicos y éticos, asociaciones e incluso partidos políticos. Si bien la expresión antisistema carece de significado negativo, en ocasiones los medios de comunicación la utilizan en sentido peyorativo para referirse a toda aquella posición disidente o subversiva ante el sistema imperante o a las actividades que, fuera del mainstream político o social, realizan estos. No es extraño, por tanto, que los medios de comunicación simplifiquen su significado, interpretando que existe como movimiento organizado único, de carácter violento y radical. De esa manera, bajo el significado de antisistema se desliza de manera inconsciente el atributo de violento, aunque necesariamente no lo sea.
Lo cierto es que bajo el ambiguo paraguas del concepto "antisistema", pueden agruparse movimientos de espectro anarquista, libertario, socialista,
comunista, fascista, anticomunista, anticapitalista, antiimperialista, 
ecologista y un largo etcétera, que pueden llegar a confluir y coincidir (pese a sus enormes diferencias) en el tipo de acciones, como la guerrilla de la comunicación, o la acción directa, de forma que un observador externo que no conozca las diferencias (a veces sutiles) entre unos y otros, puede llegar a interpretarlos como pertenecientes a un todo uniforme.